# Còlic renal
Un còlic renal o nefrític és un tipus de dolor comunament causat per les pedres del ronyó. Es produeix per l'acumulació de càlculs o «pedres» de diferents sals minerals, causats per la mala alimentació i la falta d'aigua. Els càlculs es poden mantenir al ronyó o desplaçar-se per les vies urinàries. Es diagnostica per anamnesi, exploració i proves complementàries (buscar presència de microhematúria en l'orina). Altres proves inclouen la realització d'una ecografia. Diferencial amb lumbàlgia i, rarament, amb dissecció aòrtica. El tractament farmacològic urgent consisteix en l'administració d'AINEs, habitualment s'utilitza el diclofenac, en injecció de 75mg IM, que si no remet es pot repetir alhora; antiemètics, si és necessari, com la metoclopramida. L'aplicació de calor humida ajuda a la remissió del signe. No està indicada la ingesta abundant de líquids.